# Pallacanestro Trapani
Maillots
Le Trapani Shark est un club de basket-ball italien, créé en 1964 et basé à Trapani. Le club appartient à la Serie A, soit la première division du basket-ball italien.

## Historique
Le basket-ball prend réellement son essor à Trapani dans les années 1940-50. La fondation du club de basket-ball remonte à l'année 1964. Dans les années 1980, le Pallacanestro Trapani se distingue et joue régulièrement en Serie B (3e division). En 1989-1990 l'équipe évolue en Serie A2 (2e division) et finit par monter en Serie A1 (1re division).

## Palmarès
- 8e position en Serie A2 à la fin de la saison 1990-91 (1re position après les play-offs) : 1991
- Premier de la Serie A Dil. (3e division) : 2011
- Premier de la DNC (4e division) : 2012
- Vainqueur de la Coupe d'Italie DNC (4e division): 2012

## Image et identité

### Couleurs, noms et maillots successifs
- Cestistica Trapani (1964-1969) : noir et vert
- Edera Trapani (1969-1981) : vert et blanc
- Pallacanestro Trapani (1981-1997): grenat et blanc
- Basket Trapani (1997-2011): grenat et blanc
- Pallacanestro Trapani (depuis 2011): grenat et blanc

|                           | maillot Cestistica Trapani · maillot Cestistica Trapani |  |
| Cestistica Trapani shorts |                                                         |  |
|                           |                                                         |  |
| Cestistica Trapani        |                                                         |  |

|                      | maillot Edera Trapani · maillot Edera Trapani |  |
| Edera Trapani shorts |                                               |  |
|                      |                                               |  |
| Edera Trapani        |                                               |  |

|                      | maillot Pall. Trapani · maillot Pall. Trapani |  |
| Pall. Trapani shorts |                                               |  |
|                      |                                               |  |
| Pall. Trapani        |                                               |  |

|                       | maillot Basket Trapani · maillot Basket Trapani |  |
| Basket Trapani shorts |                                                 |  |
|                       |                                                 |  |
| Basket Trapani        |                                                 |  |

|                      | maillot Pall. Trapani · maillot Pall. Trapani |  |
| Pall. Trapani shorts |                                               |  |
|                      |                                               |  |
| Pall. Trapani        |                                               |  |

### Équipementiers
| - 1964–1984: Indéterminé - 1984-1986: Gilmar - 1986-1988: Sergio Tacchini - 1988-1996: Kronos - 1996-2002: Inconnu - 2002-2003: Reebok - 2003-2005: Aries | - 2005-2006: Rus International (Loud) - 2006-2008: Macron - 2008-2009: Aries - 2009-2012: Macron - 2012-2013: Athletes - 2013-2014: Macron - Depuis 2014: Spalding |

### Sponsor maillots
| - Jusqu'en 1970: aucun - 1970-1971: Issa - 1971-1984: aucun - 1984-1986: Pasta Poiatti - 1986-1988: Olio Caruso - 1988-1990: Vini Racine - 1990-1991: Birra Messina - 1991-1992: L'altra Sicilia - 1992-1996: Tonno Auriga - 1996–1998: aucun | - 1998-1999: Banca del Popolo Trapani - 1999-2001: Banca Popolare Sant'Angelo - 2001-2003: Satin - 2003–2004: aucun - 2004-2009: Banca Nuova - 2009–2010: aucun - 2010-2011: Shinelco - 2011-2012: Gestamp Solar-Lighthouse - 2012-2015: Lighthouse - Depuis 2015: Lighthouse-Conad |

## Entraîneurs successifs
| - 1964-1965: Inconnu - 1965-1967: Alberto Cardella - 1967-1968: Inconnu - 1968-1973: Giuseppe Vento (entraîneur-joueur) - 1973-1975: Franco Di Paola - 1975-1977: Leonardo Mione (11-11) - 1977-1978: Nino Fodale (6-4) (13-5) - 1978-1979: Leonardo Mione (9-5) (3-11) - 1979-1980: Alberto Cardella (8-6) (4-10) - 1980: Rino Monaco - 1980-1982: Giuseppe Barbara - 1982: Piero Musumeci - 1982: Antonino Fodale - 1982-1984: Emilio Trivelli (42-20) (2-1) - 1984-1986: Bruno Boero (42-18) - 1986-1988: Stefano Michelini (26-34) (1-0) - 1988-1991: Gianfranco Benvenuti (54-36) (8-4) - 1991-1992: Giancarlo Sacco (10-20) (3-7) - 1992-1993: Riccardo Sales (14-16) (3-7) - 1993-1994: Giovanni Gebbia (5-10) - 1994: Giancarlo Sacco (7-8) - 1994-1995: Gianfranco Benvenuti (2-3) | - 1995: Riccardo Cantone (5-11) - 1995-1996: Giuseppe Barbara (10-21) - 1996: Giovanni Papini (0-4) - 1996: Stefano Cardella (3-7) - 1996-1997: Marco Morganti (11-11) (7-5) - 1997-1998: Paolo Mollura - 1998-2000: Giacomo Genovese (21-16) (5-3) - 2000-2001: Gianni Lambruschi (11-16) (3-2) - 2001: Marco Morganti (8-6) - 2001-2002: Gianni Montemurro (14-12) (1-2) - 2002-2003: Massimo Bernardi (19-11) (5-4) - 2003-2004: Tony Trullo (22-8) (6-4) - 2004-2005: Luca Banchi (13-17) - 2005-2006: Luigi Gresta (1-4) - 2006: Giancarlo Sacco (3-22) - 2006-2008: Gianluca Tucci (37-19) (8-4) - 2008-2009: Marco Calvani (6-6) - 2009: Marcello Perazzetti (7-7) (1-2) - 2009-2011: Giovanni Benedetto (39-19) (7-7) - 2011-2013: Flavio Priulla (53-7) (9-2) - 2013-2015: Lino Lardo (25-31) - Depuis 2015: Ugo Ducarello |

## Effectifs et historique

### Joueurs célèbres
- Reggie Johnson : 1990-1991
- Wendell Alexis : 1991-1993
- Bob Thornton : 1994
- Derrick Chandler : 1995
- Franjo Arapović : 1995-1996
- Riccardo Morandotti : 2000
- Augusto Binelli : 2002-2004
- Greg Newton : 2005
- Anthony Dobbins : 2005-2006
- Eric Schmieder : 2005-2006
- Andrea Camata : 2007-2008
- Andrea Renzi : 2013-2024

### Numéros retirés
- Numéro 12:  Francesco Mannella
- Numéro 4:  Davide Virgilio